# Veneroidea
Veneroidea — надродина двостулкових молюсків ряду Венероїдні (Veneroida).

## Класифікація
Згідно з даними ITIS, сюди включають чотири родини:
- Glauconomidae Gray, 1853
- Petricolidae Deshayes, 1831
- Turtoniidae Clark, 1855
- Veneridae Rafinesque, 1815